# Манастир Ђурђеви ступови
Ђурђеви ступови су манастир Српске православне цркве, посвећен Светом Ђорђу који се налази на брду изнад Новог Пазара, у Старом Расу. Ђурђеви ступови су један од најстаријих српских манастира. Манастир је подигао велики жупан Стефан Немања у првим годинама после ступања на престо великог жупана (изградња је завршена 1171. године), а црква је осликана око 1175. године. Ктиторски натпис Стефана Немање у Ђурђевим Ступовима из 1170/1171. године је један од ретких споменика тога доба који је датиран, а представља важно сведочанство о почецима српске писмености. Манастир је уврштен у Светску културну баштину и под заштитом је УНЕСКО-а. Манастир постоји већ преко 845 година, а од тога је 300 година у рушевинама и 40 година се обнавља. Данас је манастир великим делом обновљен. У манастиру живе 4 монаха и 2 искушеника.
О посебном значају манастира, поред старих биографских текстова, говори и изузетан положај манастира подигнутог на самом врху истакнутог узвишења, као и особена архитектура цркве Светог Ђорђа са две куле-столпа/ступа који су дали каснији назив и цркви и манастиру – Ђурђеви ступови. Слично архитектонско решење, прилично необично за православне цркве Балкана, има још само доста мања Богородичина црква у Доњој Каменици, у којој су, међутим, оба предња торња сачувана. 
Ступ – представља пространији комад обрадивог земљишта у поседу владара, властеле, или црквених институција, који су га непосредно искоришћавали. Зато се може рећи да су ступови били део властелинске резерве, обрађиван бесплатним радом зависног становништва.

## Историја
Манастир је подигао велики жупан Стефан Немања у првим годинама после ступања на престо великог жупана (изградња је завршена 1171. године), а црква је осликана око 1175. године.
По писању биографа Стефана Немање, његовог сина Стефана Првовенчаног, манастир је настао тако што се Немања, док је био затворен у једној пећини, заветовао да ће изградити манастир посвећен Светом Ђорђу.
Игуман манастира Светог Ђорђа је имао истакнуто место у животу цркве а сам манастир је спадао у краљевске манастире у тринаестом веку. Манастир је изграђен на крунским поседима династије Немањића и располагао је знатним властелинством.
Други ктитор манастира био је краљ Драгутин који је доградио манастирску цркву и осликао њену припрату. Он је из Срема, где је живео, пренет у манастир Светог Ђорђа и ту сахрањен 1316. године. Манастир Ђурђеви ступови је запустео 1689. године, након Аустро-турског рата, када је последњих 16 монаха који су чинили братство напустили манастир и пред Турцима побегли на север. Током наредна два века Ђурђеви ступови су постали рушевина коју су ратови још више разарали.
Током Првог балканског рата, турска војска је у жељи да контролише Ибарски правац, у манастиру Ђурђеви Ступови од рушевина начинили топовску батерију, а стару камену грађу искористили да направе зид који опасује батерију.Турци су од манастриске грађе начилили стратегијску тачку првог реда, и ометали напредовање српске војске. Српска војска је била принуђена да из сопствених топовских батерија отвори ватру гранатама и шрапнелима на турске батерије у манастиру, што је допринело рушењу манастира.
У другој половини двадесетог века почели су радови на истраживању и обнови манастира. Археолошки и рестаураторски радови вођени су између 1960. и 1982. године у оквиру великог пројекта везаног за Стари Рас и Сопоћане, који су скупа од 1979. године уврштени у Унескову листу светске културне и природне баштине.

## Архитектура
Ступови су изграђени карактеристичним стилом који представља јединствену синтезу две градитељске концепције средњега века, византијске архитектуре на Истоку и романске архитектуре на Западу. Црква Светог Ђорђа има важно место у формирању ове архитектуре, познате под називом Рашка школа, као грађевина којом започиње ова стваралачка епоха у архитектури средњовековне Србије.
Ђурђеви Ступови су грађевина са низом архитектонских и градитељских иновација у градитељству тог времена. Ту спадају карактеристичне куле – ступови, бочни вестибили, елипсаста купола, неправилан облик олтарског простора као и специфично решење централног куполног простора цркве.

## Фреске
Од првобитног живописа у цркви је остало веома мало трагова. Међутим о њему се зна преко старих фотографија које су настале између два светска рата, као и из првих истраживања (Н. Л. Окуњев). После Другог светског рата један део декорације и фресака је скинут са зидова и пренет у Народни музеј у Београду.
У полукалоти се налазио Исус Христос Сведржитељ окружен анђелима. Зидне површине куполе биле су осликане фигурама пророка Илије, Јелисеја, Данила и Захарија Млађег, док су изнад пророка Данила били Свети Азарије и Ананија. На западном пару пандатифа налазили су се свети јеванђелисти Лука и Марко, између њих Света Керамида, а на јужној и северној страни овог прстена били су медаљони са анђелима. Горња и средња зона посвећене су великим празницима и сценама Христових страдања: Сретење, Крштење, Духови, Васкрсење Лазара, Цвети, Преображење, Издајство Јудино, Успење Пресвете Богородице, Распеће и вероватно, Оплакивање. У доњој зони су били свети ратници и попрсја светитеља. На потрбушју лука пролаза из наоса у припрату, у посебним оквирима су се налазили Свети Пров, Тарах и Андроник а испод њих свети Петар и Павле.

## Конак
Манастирски конак је изграђен 2002. године. Изградња конака је представљала кључни тренутак за обнову манастира. Нови конак је омогућио да се манастир обнови и у литургијском смислу и да се након више од три века у њему опет нађу монаси. Конак је изграђен и реконструисан под руководством Јована Нешковића.

## Музеј
Испред манастира је саграђена мања грађевина која представља музеј који служи за заштиту и излагање најзначајнијих фрагмената са цркве и других грађевина. Неки од њих сложени су у целину и реконструисани. Тако је и у лапидаријуму реконструисан и најзначајнији, западни портал са цркве са свим фрагментима пронађеним у току радова, међу којима је и натпис о њеном грађењу.

## Обнова
Обнова манастира траје преко 45 година. Манастир је обнављан у две фазе:
1. од 1960. до 1999. године и
2. од 1999. године до данас

Године 1960. Народни музеј у Београду је започео систематска истраживања Ђурђевих ступова, а 1960, 1961. и 1962. године већи део манастирског комплекса је рашчишћен и откривени су остаци манастирских грађевина.
Године 1964. Републички завод за заштиту споменика је извео заштитне радове на капели краља Драгутина, укључујући археолошка истраживања и чишћење живописа.
Године 1968. настављено је систематско истраживање и заштита споменичког комплекса од стране Завода за заштиту споменика у Краљеву. На свим објектима изведене су мере техничке заштите.
Године 1999. започета је обнова манастирског конака. Приземни делови конака су обновљени старом техником зидања у камену, док је спратни део такође од камена, али са сигом на унутрашњој страни дворишта, како би се означио нови део конака, који само прати основни облик старих конака, али не представља и њихову рестаурацију. Конак је сада потпуно обновљен и у њему живи 7 монаха и искушеника. Тренутно се прикупљају средства за потпуно обнављање и реконструисање цркве Светог Георгија и њених кула ступова у њиховој пуној висини.
Потпуна обнова манастира почела је на пролеће 2001. године са благословом Његовог преосвештенства владике рашко-призренског и косовско-метохијског Артемија. Пројекат комплетне обнове манастира још увек је, међутим, далеко од завршетка. Тренутно се прикупљају средства и ради пројекат комплетне обнове цркве и кула/ступова Светог Ђорђа.
Обнављање кула није урађено јер не постоје поуздани подаци о њиховој ранијој висини и начину завршетка.

## Галерија
- Локација

- Прилаз
- Ктитор Стефан Немања
- Ктитор краљ Драгутин

- Црква

- Гробље